# Ciuperceni (Gorj)
Ciuperceni é uma comuna romena localizada no distrito de Gorj, na região de Oltênia. A comuna possui uma área de 70.07 km² e sua população era de 1807 habitantes segundo o censo de 2007.